# Tahmasp II

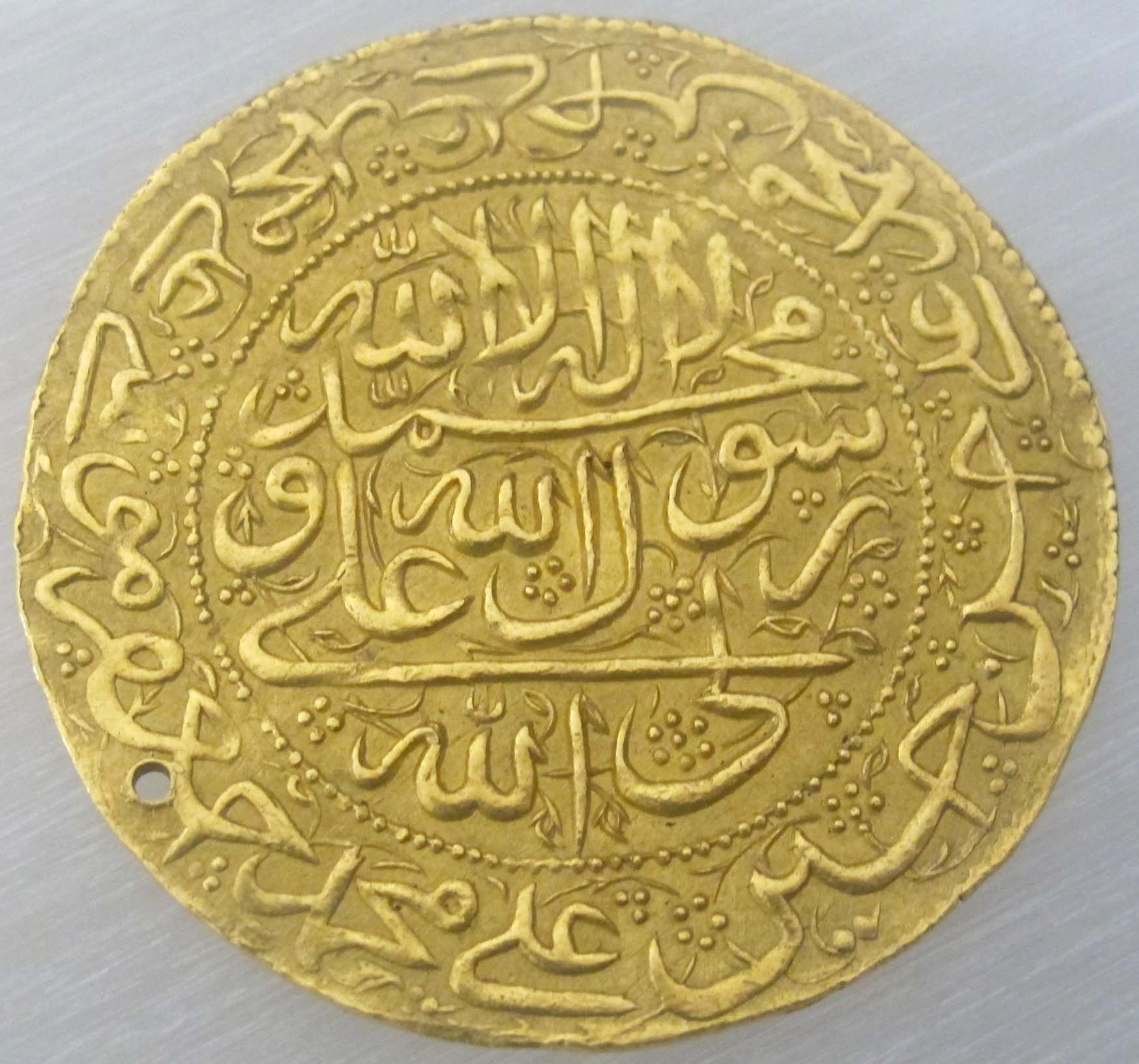
Moneta bita w okresie panowania Tahmaspa II

Tahmasp II (ur. 1704?, zm. 1740) – przedostatni Szach Persji rodu Safawidów. Panował w latach 1729–1732.
Tahmasp był synem szacha Sultana Husajna. Jego ojciec został zmuszony w 1722 do abdykacji w trakcie najazdu Afgańczyków na rzecz Mahmud Chana. Książę Tahmasp podjął próbę przeciwdziałania najeźdźcom. Ustanowił swoją władzę w mieście Tebriz, skąd koordynował walkę z Pasztunami. Otrzymał wsparcie od sunnitów z Kaukazu, a także od licznych plemion, włączając do tego Afszarów. Tahmasp uzyskał poparcie od silniejszych sąsiadów Rosji i Imperium Osmańskiego, którym zależało na utrzymaniu dotychczasowych wpływów w Persji. 
W 1729 Tahmasp kontrolował już większość kraju i proklamował się w mieście Isfahan Szachem Persji. Pośród głównych dowódców wojskowych, którzy poparci Tahmaspa był przyczynili się do pokonania Afgańczyków znalazł się przyszły szach Persji – Nadir Qoli Beg. W czasie gdy Nadir w imieniu Szacha tłumił rebelię w Chorasan, Tahmasp II rozpoczął kampanię przeciwko Imperium Osmańskiemu w celu odbudowania pozycji na zachodzie i odzyskania ziem, które w wyniku kryzysu wpadły w strefę wpływów osmańskich. Wyprawa wojenna zakończyła się niepowodzeniem Persji. 
W wyniku traktatu pokojowego Osmanowie uzyskali Gruzję i Armenię. Wódz perski Nadir w 1732 powróciwszy do Isfahanu dokonał przewrotu zmuszając Tahmaspa do ucieczki. Władca schronił się w Chorasanie, lecz został schwytany przed 1740. Jego bezpośrednim następcą został jego Abbas III w imieniu którego władzę jako regent Nadir Szah Afszar, zanim sam w 1736 nie ogłosił się Szachem. 
Uwięziony Tahmasp został zamordowany wraz z synem w więzieniu w roku 1740 kończąc tym samym panowanie Dynastii Safawidzów w Persji.